# Enki Catena
L'Enki Catena è una struttura geologica della superficie di Ganimede.